# Oktiabr´skaja (stacja metra na linii Kałużsko-Riżskaja)
Oktiabr´skaja (ros. Октябрьская – Październikowa) – stacja moskiewskiego metra linii Kałużsko-Ryskiej (kod 098), położona w rejonie Jakimanka w centralnym okręgu administracyjnym Moskwy. Do początku lat 70. stanowiła stację końcową linii Kałużskiej. Na południowym końcu stacji znajduje się przejście na stację o tej samej nazwie na linii okrężnej. Nazwa pochodzi od placu Oktiabr´skiego (obecnie Kałużskiego) położonego w pobliżu.

## Wystrój
Stacja jest trzykomorowa, jednopoziomowa, posiada jeden peron. Kolumny obłożone są jasnym marmurem, ściany nad torami pokrywa czarna i biała ceramika, podłogi natomiast ciemnoniebieskie i czerwone granity.